# Колледж Смит
Колледж Смит — частный женский гуманитарный колледж, расположенный в Нортгемптоне, штат Массачусетс. Это самый большой колледж ассоциации «Семь сестёр». Также входит в консорциум «Пять колледжей», что позволяет студентам посещать занятия четырёх других учебных заведений региона — Маунт Холиок-Колледжа, Амхерст-Колледжа, Гэмпшир-Колледжа и Университета Массачусетса в Амхерсте. Журнал U.S. News & World Report включает его в число 20 лучших гуманитарных колледжей США.

## История
Об основании Нортгемптонского женского колледжа было объявлено в 1871 году в соответствии с завещанием Софии Смит, в честь которой он и был назван. Колледж открылся в 1875 году, в нём было 14 студенток и шесть преподавателей. В 1890 году на территории колледжа был заложен ботанический сад и дендрарий, вокруг которых со временем сформировался кампус колледжа, к настоящему времени занимающий площадь около 60 гектаров, на которой произрастают порядка 1200 видов деревьев и кустарников. К середине второго десятилетия XX века число учащихся колледжа превысило 1700, а число учебных программ достигло 163.
К настоящему времени колледж Смит, в котором проходят обучение на первую академическую степень около 2600 студенток (и около 250 — в филиалах), является крупнейшим частным женским колледжем в США.
За время работы в колледже Смит сменились 10 президентов и два исполняющих обязанности президента. В год столетия колледжа в эту должность впервые вступила женщина, Джилл Кер Конвей (первым человеком, возглавлявшим колледж, была приехавшая из Австралии Элизабет Каттер-Морроу, но она не носила титула президента). Начиная с Конвей, все президенты колледжа были женщинами, за исключением годичной каденции Джона М. Коннолли в качестве исполняющего обязанности президента.

## Программа колледжа

### Бакалавриат и постбакалавриат
В колледже Смит работают 285 профессоров в 41 академических департаментах. Количество студенток на бакалавриате — около 2600 (конкурс на одно место около двух человек). Это первый и единственный женский колледж в Соединенных Штатах, предлагающий бакалавриат в области технологии и машиностроения.
В среднем на каждый факультет колледжа Смит приходится 9 студентов, в двух третях учебных групп менее 20 студенток. Наиболее популярными направлениями являются:
- общественные науки (24 % студентов первой степени);
- иностранные языки и литература (12 %);
- география, этнография, культурология и гендерные исследования (9 %);
- психология (9 %);
- изобразительное и сценическое искусство (8 %)[2].

У колледжа Смит есть своя специальная программа за рубежом для иностранцев (JYA) в четырёх европейских городах: Париже, Гамбурге, Флоренции и Женеве. Эти программы отличаются тем, что ведутся на языке соответствующей страны (так, в Париже и Женеве — на французском). В некоторых случаях студентки живут в местных семьях. Почти половина первокурсниц колледжа Смит обучается за границей.
Первокурсницы с факультетов математики в других колледжах приглашаются на занятия в колледже Смит под эгидой Центра женщин-математиков, работающего с 2007 года с профессорами Рут Хаас и Джимом Хенле. Центр также предоставляет возможность годичного постбакалавриата для студенток, чьей основной специальностью не была математика. Институт свободных искусств Луизы и Эдмунда Кана оказывает поддержку исследовательской работе вне рамок традиционных академических факультетов и программ. Стипендиатки Кана получают годичную поддержку для своих междисциплинарных проектов.

### Другие степени и дипломы
Как женщины, так и мужчины могут получить в колледже Смит степень магистра в таких областях, как педагогика (в том числе обучение глухих, преподавание в начальной, средней и высшей школе), искусство, биология, физкультура и спорт и социальная работа. Также можно получить докторскую степень по социальной работе. Ежегодно в колледже Смит насчитывается около ста студентов в магистратуре и докторантуре. Также есть возможность получить диплом в области американистики (продолжительность программы один год), не дающий академической степени.

## Известные выпускники
Выпускница 1893 года Флоренс Р. Сабин, учёный-медик, стала первой женщиной, избранной членом Национальной АН США (в 1925 году).
Среди выпускниц колледжа Смит две первых леди США — Нэнси Рейган и Барбара Буш — и дочь президента Никсона Джули. Несколько выпускниц колледжа занимали посты в Конгрессе (от штатов Висконсин, Калифорния и Массачусетс), а выпускница колледжа Лора Тайсон возглавляла Национальный экономический совет при президенте Клинтоне.
Колледж Смит в разные периоды посещали в качестве студенток политические активистки Бетти Фридан, Глория Стайнем и Тинатин Бокучава, писательницы Маргарет Митчелл, Джулия Чайлд, Халина Посвятовская, Мадлен Л’Энгл, Маргарет Эдсон, Сара Маклин, Хелен Атуотер, поэтесса Сильвия Плат, актрисы  Флоренс Райс и Бонни Франклин.